# Paul Wild
Paul Wild, švicarski astronom, * 5. oktober 1925, Wädenswil, Švica, † 2. julij 2014, Bern, Švica.

## Delo
Wild je bil od leta 1980 do leta 1991 predstojnik Astronomskega inštituta v Bernu. Astronomska opazovanja je opravljal na Observatoriju Zimmerwald v bližini Berna.
Odkril je večje število kometov, asteroidov in supernov. Med periodičnimi kometi so najpomembnejši 63P/Wild (Komet Wild 1), 81P/Wild (Komet Wild 2), 86P/Wild (Komet Wild 3) in 116P/Wild (Komet Wild 4). Od asteroidov je odkril apolonski asteroid 1866 Sizif (1866 Sisyphus) in amorska asteroida 2368 Beltrovata in 3552 Don Kihot (3552 Don Qiuxote). Od supernov je bila njegova prva odkrita SN 1954A, med zadnjimi pa SN 1994M.